# 히가시카타 죠스케
히가시카타 죠스케(일본어: 東方 仗助)는 아라키 히로히코의 만화 《죠죠의 기묘한 모험》에 등장하는 가상의 인물이다. 4부 '다이아몬드는 부서지지 않는다',8부의 주인공
작가 아라키 히로히코가 얀구 시게키요(시게찌)와 함께 작중 가장 좋아하는 캐릭터이기도 하다.
교복의 악세서리 중 왼쪽 옷깃 부분에 있는 닻 모양의 마크는 '♂' 마크와 '♀' 마크를 합친 것으로 인간을 상징하고 있다고 한다. 또한 이것은 프린스가 개명하기 전에 사용한 특유의 마크이기도 하다(4부의 죠타로의 모자에 있는 마크와 동일)

## 인물
1983년생이며 쌍둥이자리. 혈액형은 B형이며, 키는 185 cm(성장중)로 되어있지만, 이후의 책에서는 180cm라고 표기되어있기도 하다. 취미는 비디오 게임과 프린스의 CD를 듣는 것이다. 가족은 조부인 경찰관 히가시카타 료헤이와 모친인 히가시가타 토모코로 3명이서 M현 S시 모리오쵸에 살고있다. 부도가오카 고등학교에 다니는 고등학교 1학년. 평상시에 리젠트 헤어스타일로 교복을 몸에 꼭 맞게 줄여 입고 다닌다. 처음 등장할 때, '죠스케'라고 표기하고 '죠죠'라고 읽는 것을 보아서 '죠죠'라고 하는 별명을 이어받았으나, 그 후 죠죠라고 불린 적은 한번도 없었다. 말버릇은 ‘그레이트’. 말끝을 늘여 말하는 경우가 많다(예: ~슴다).
아버지는 죠셉 죠스타. 죠스케는 일본인과 영국계 미국인의 혼혈이 된다. 토모코는 죠스케의 엄마로  대학생 시절에 죠셉과 불륜 관계가 되었고, 그 때 죠스케를 임신하여 출산했다. 죠스케를 출산한 것은 오랜 기간동안 죠셉도 모르는 일이었으나, 나이가 들어 죽을 날이 가까워짐을 알게 된 죠셉이 자신의 유산을 정리 및 조사하던 중, 죠스타 가문에 그 존재를 드러냈다. 혈연상으로는 죠셉의 손자인 쿠죠 죠타로의 숙부가 된다.
아버지인 죠셉과 만난 처음에는 껄끄러운 관계로 '죠스타 씨'라는 어색한 호칭으로 부르고 있었지만 다양한 사건을 거치며 곧 스스럼없는 사이가 되어, '할아범'이라고 친근한 호칭으로 아버지로서 인정하게 되었다. 평소에는 동급생인 니지무라 오쿠야스와 히로세 코이치와 함께 있는 경우가 많다. 특히 오쿠야스는 처음에는 적으로 나타나 죠스케와 싸웠으나 그 후 허물없는 사이가 되어 항상 같이 다니는 친구 사이가 되었다.
죠스타 가문의 혈통에 따라, 키가 크고 근육질인 체격을 가지고 있다. 정의감이 강해 주변의 위기에 자신의 몸을 던지는 경우가 흔하며, 밝고 붙임성이 좋은 성격으로 주위에서의 평판도 좋으며, 동년배의 여학생들에게도 인기있지만 본인은 그다지 흥미가 없는 것 같은 태도로 대응하고 있다. 반면에 푼돈 벌이를 즐기는 면이 있으며 사기 도박으로 키시베 로한을 등쳐먹으려한 적도 있고, 떨어져 있는 당첨 복권을 두고 시게치와 싸움을 벌인 적도 있었다.
무뚝뚝해 보이는 외모와는 달리 따뜻하고 배려심많은 성격이지만, 한 번 이성을 잃으면 손 댈 수 없을 정도로 사나워진다. 특히 자신의 머리모양에 대해서는 무조건적으로, 그리고 주위가 보이지 않을 정도로 열을 받으며 설사 상대가 자신보다 윗사람이건 아니건 상관하지 않고 공격한다. 그가 그렇게 머리모양에 대해 신경을 쓰는 이유는 어릴 적(3부에서 죠타로 일행이 DIO를 쓰러트리기 위해 이집트로 향했을 당시) 스탠드 능력발현에 의한 고열로 생사의 경계를 넘나드는 상황에서 병원에 가던 도중 폭설로 차가 고립되었을 때, 어느 불량소년이 구해준 뒤로 그 소년을 자신의 히어로로 동경하게 되어 그 소년과 똑같은 모습을 하고 있기 때문이다.

## 크레이지 다이아몬드
【파괴력 - A / 스피드 - A / 사정거리 - D / 지속력 - B / 정밀동작성 - B / 성장성 - C】
사람 모습을 한 스탠드로  몸 곳곳 하트마크가 달려 있으며, 경추 부분에 여러 개의 파이프같은 것이 달려있다.
근거리 파워형으로 사정거리는 짧지만, 파워와 스피드는 쿠죠 죠타로의 스타 플래티나에 필적한다. 스피드나 정밀동작성에 관해서는 죠스케 본인은 스타 플래티나보다 약하다고 평가하지만, 근거리에서 발사한 총알을 손가락으로 집어 막아낼 수 있는 수준이다. 또한 죠스케가 '이성을 잃은' 때의 폭발력은, 파워에 있어서는 스타 플래티나의 가드를 꽤 쉽게 날려버리며, 스피드에 관해서는 스타 플래티나로도 건드릴 수 없는 상황에서 선제공격과 함께 격파할 정도로, 순간적인 성능으로는 스타 플래티나를 상회한다.(쿠죠 죠타로도 DIO전에서 이성을 잃었을 때 시간정지 능력이 발현한 것처럼 둘 다 진심을 다해 싸우면 쿠죠 죠타로가 이긴다고 볼 수 있다.)
러쉬 기합은'도라라라라앗!!(ドラララ…)'라는 기합성과 함께 상대에게 꽂아 넣는 펀치 러쉬. 죠스케 본인에 의하면 펀치의 속도는 약 시속 300km로, 이성을 잃었을 때에는 더욱 속도가 빨라진다고 한다.
또한 고유의 특수 능력으로 손에 닿는 것만으로도 부서진 물체, 상처입은 생물을 원래대로 고치거나 회복시키는 능력을 가지고 있다. 그러나, 어디까지나 '부서진 물체를 원래 모습으로 되돌리는' 능력이기 때문에, 체내의 병의 치료나 상처에서 흘러나온 혈액을 원래대로 흘린 사람에게 되돌리는 것은 불가능하며, 더 핸드같은 소멸형 스탠드로 파괴된 부위가 완전히 소멸해버린 물체도 회복이 불가능하다. 또한 자기 자신의 외상의 치료가 불가능하며,  사망한 생물을 소생시키는 것도 불가능하다(시신의 손상은 복구가능). 하지만 대상이 어떤 치명상을 입고 있어도, 죽기 전에 능력을 사용하면 원래의 상태로 되돌릴 수 있다.
능력이 발동하면, 남아있은 다른 부분은 자동적으로 끌어당기기 때문에, 아주 조금밖에 남아있지 않더라도 수중에 남아있으면 전체의 수복이 가능하다. 이 끌어당기는 힘은 매우 강력하여, 성인의 몸을 간단히 당겨버리는 것도 가능하기 때문에 공격이나 이동, 추적같은 다양한 수단에 활용할 수 있다.
무언가를 '고치는' 방향으로 능력을 활용하면, 어느 정도 죠스케 마음대로 하는 것이 가능하다. 요리를 요리가 아닌 원재료 쪽으로 되돌리거나, 안젤로와 바위를 융합시켜 '안젤로 바위'를 만든 것처럼 두 개 이상의 물체를 융합시키는 것도 가능하다. 죠스케가 흥분했을 때에는 왜곡된 형태로 복원시키는 경우가 많다.
그 회복능력으로부터 죠타로에게는 '세상에서 가장 착한 능력'이라고 평가 받았으며, 키라 요시카게도 '무엇을 할지 알 수 없는 스탠드'라고 하여 응용력이 뛰어나다는 점을 인정했다.
스탠드 이름의 유래는 핑크 플로이드의 노래인 "Shine On You Crazy Diamond". 작중에서는 죠스케의 이성을 잃기 쉬운 모습을 보고 죠타로가 명명해준 것으로 되어 있다.
특이한 점으로는 죠스케가 피해를 입어도 크레이지 다이아몬드는 흠집이 안 난다

## 캐스팅
배우
야마자키 켄토
영화《죠죠의 기묘한 모험 다이아몬드는 부서지지 않는다 제1장》